# Leptosia alcesta
Leptosia alcesta é uma borboleta da família Pieridae, encontrada na África.
A envergadura é de 30 a 40 mm nos machos e 35 a 42 mm nas fêmeas. Os adultos voam durante todo o ano, atingindo o pico de Março a Maio.
As larvas alimentam-se de espécies Richea, Capparis fascicularis, e Capparis brassii.

## Subespécies
- L. a. alcesta
- L. a. inalcesta Bernardi, 1959
- L. a. pseudonuptilla Bernardi, 1959
- L. a. sylvicola (Boisduval, 1833)